# Windows XP Embedded

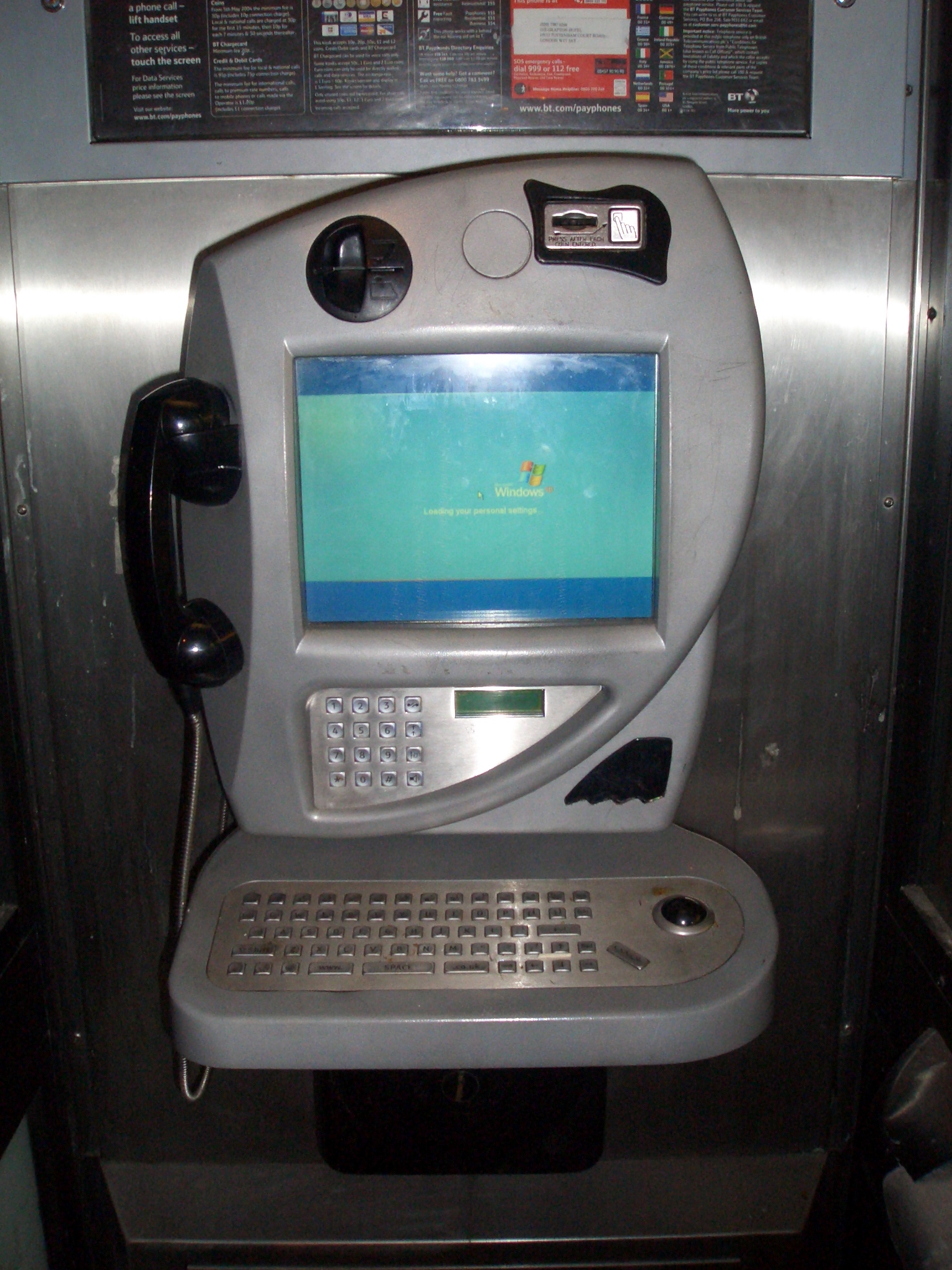
BT (British Telecom) Marconi Neptune 800 veřejný telefon načítá Windows XP Embedded.

Windows XP Embedded je operační systém firmy Microsoft založený na stejném kódu, jako Windows XP Professional Edition. Běžně se používá ve vestavěných (angl. embedded) zařízeních, jako terminál, bankomat, pokladna. Pracuje pouze na hardware, který je kompatibilní s platformou PC.
Vytvoření vlastního operačního systému Windows XP Embedded je možné ve vývojovém prostředí Microsoft XP Embedded Studio, které existuje ve dvou verzích: komerční a nekomerční. Operační systém se sestavuje z jednotlivých komponent, kterých je více než deset tisíc. Vytvořený operační systém Windows XP Embedded obsahuje jen požadované funkce a je podstatně menší než klasické Windows XP.